# Ruth Dreifuss
Pour les articles homonymes, voir Dreifuss.
Ruth Dreifuss, née le 9 janvier 1940 à Saint-Gall (originaire d'Endingen), est une femme politique suisse, membre du Parti socialiste suisse et ancienne conseillère fédérale.

## Biographie

### Origines et famille
Ruth Dreifuss naît le 9 janvier 1940 à Saint-Gall. Elle est originaire d'Endingen, dans le canton d'Argovie, l'un des seuls lieux où les juifs pouvaient s'établir en Suisse.
Son père, Sidney Dreifuss, est un commerçant. Responsable du bureau des réfugiés de la communauté israélite de Saint-Gall, il collabore de 1938 à 1939 avec Paul Grüninger à l'accueil clandestin de réfugiés. La mère de Ruth Dreifuss,  née Jeanne Bicard, est secrétaire. Elle est issue d'une famille originaire d'Alsace installée en Suisse depuis 1871.
Elle a un frère aîné, Jean-Jacques Dreifuss, professeur de médecine à l'Université de Genève.
Elle grandit de 1942 à 1945 à Berne, où son père travaille pour l'Office fédéral de guerre pour l’alimentation (de), puis à Genève.
Elle est célibataire et sans enfant.

### Études et parcours professionnel
Ruth Dreifuss obtient un diplôme de commerce en 1958. Elle travaille une année comme secrétaire d'hôtel puis suit une formation à l'École d'études sociales de Genève de 1959 à 1961. Après une maturité professionnelle commerciale en cours d'emploi en 1967, elle termine ses études à l'Université de Genève avec une licence en sciences économiques (mathématiques) en 1970. 
Elle est rédactrice à Coopération de 1961 à 1964 et fait partie en 1963 des fondateurs de l'hebdomadaire de gauche Domaine public. Elle est assistante-sociologue au Centre psycho-universitaire de Genève de 1965 à 1968 et assistante à l'Université de Genève à la faculté des sciences économiques et sociales de 1970 à 1972.
Elle est ensuite collaboratrice scientifique auprès du Service de la coopération technique (devenu ensuite direction de la coopération au développement et de l'aide humanitaire) du Département fédéral des affaires étrangères de 1972 à 1981, où elle supervise des projets en Amérique latine, en Afrique et en Haïti. Elle est par ailleurs associée aux travaux conduisant à l'adoption en 1976 de la loi sur la coopération au développement et l'aide humanitaire internationales. 
Elle est élue secrétaire romande de l'Union syndicale suisse en juillet 1981. Elle est la première femme à ce poste, qu'elle occupe jusqu'à sa prise de fonction au Conseil fédéral. Elle y est responsable de la liaison avec les syndicats de Suisse romande, de la promotion de l'égalité entre hommes et femmes, des assurances sociales et du droit du travail. Elle représente par ailleurs les travailleurs de Suisse auprès de l'Organisation internationale du travail. 

### Parcours politique
Elle adhère au Parti socialiste en 1964.

Elle est membre du Conseil de Ville (législatif) de la Ville de Berne de 1989 à 1992. En octobre 1991, elle échoue à se faire élire conseillère nationale.

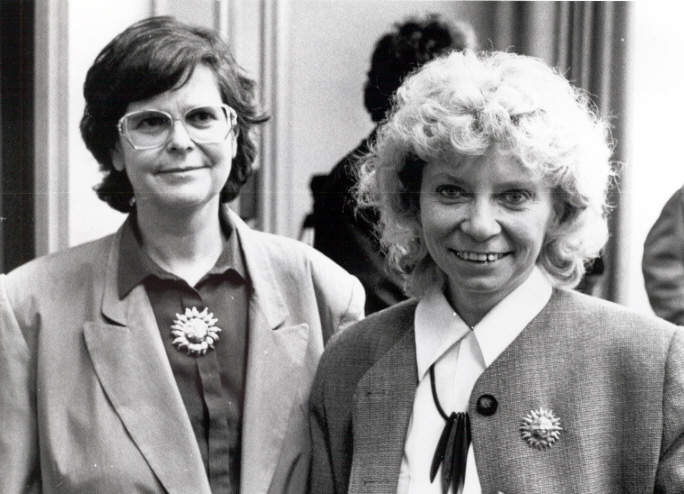
Ruth Dreifuss et Christiane Brunner, le 8 mars 1993.

Le 3 mars 1993, Christiane Brunner est présentée par le Parti socialiste suisse pour succéder à son conseiller fédéral René Felber. Refusant cette proposition, la majorité bourgeoise de l'assemblée élit le socialiste neuchâtelois Francis Matthey. Ce dernier, n'ayant pas l'agrément des organes de son parti, renonce à son élection, ce qui provoque une crise inédite dans l'histoire politique suisse. Un second scrutin est organisé le 10 mars pour lequel le parti présente un duo formé à nouveau de Christiane Brunner, mais accompagnée de Ruth Dreifuss. Mais comme elle est domiciliée sur le canton de Berne et que le Conseil fédéral a déjà un membre bernois en la personne d'Adolf Ogi, elle n'est pas éligible. Le lundi 8 mars, le groupe parlementaire approuve cette candidature et l'annonce à la presse. Une demande expresse de transfert de domicile est adressée à la police des habitants de Genève. La confirmation par fax arrive à 17 h 05.
Celle-ci est élue le 10 mars au 3e tour de scrutin avec 144 voix après avoir distancé Christiane Brunner, devenant le 100e membre du Conseil fédéral de l'histoire. Elle est ainsi la troisième personne à être élue au Conseil fédéral sans avoir été auparavant membre du Conseil national, du Conseil des États ou d'un exécutif cantonal.
Seconde femme élue au Conseil fédéral après Elisabeth Kopp en 1984, elle dirige le Département fédéral de l'intérieur du 1er avril 1993 au 31 décembre 2002 avec la charge de réformer les assurances sociales. Elle réussit notamment à faire accepter par le peuple lors de votations une révision de l'assurance maladie (4 décembre 1994), la 10e révision de l'assurance-vieillesse et survivants (25 juin 1995) ainsi qu'une nouvelle politique de la drogue fondée sur le principe des quatre piliers (prévention, thérapie, aide à la survie et répression).
Le 9 décembre 1998, elle est la première femme à devenir présidente de la Confédération. Il faudra attendre 2007 pour en voir une deuxième, Micheline Calmy-Rey. Elle est également le premier membre d'origine juive du gouvernement suisse.

### Activités après le Conseil fédéral
Après son départ du gouvernement, elle appuie notamment l'introduction de l'assurance-maternité, votée lors du référendum du 26 septembre 2004, et la libre circulation des personnes avec l'Union européenne et s'oppose aux restrictions des droits des étrangers et des requérants d'asile. Elle assure notamment des permanences pour les sans-papiers auprès d'un syndicat genevois (le SIT). Elle intervient régulièrement dans le débat public, notamment lorsque les assurances sociales sont menacées.
Ruth Dreifuss compte également parmi les membres fondateurs du Collegium international éthique, politique et scientifique.
En 2011, elle crée l'ONG Global Commission on Drug Policy (Commission globale de politique en matière de drogues), qui œuvre sur les politiques liées aux drogues. Elle en est la présidente de 2016 à 2020,.

## Récompenses
En novembre et décembre 2022, elle reçoit un doctorat honoris causa des universités de Neuchâtel et de Berne pour son engagement en faveur d'un monde plus juste et de l'égalité des chances.